# 2008년 전국체육대회
제89회 전국체육대회는 2008년 10월 10일부터 2008년 10월 16일까지 전라남도 일원에서 개최되었다.
부별종합, 모범선수단, 성취상, 상배를 도자기로 제작하였으며, 재 말레이시아동포선수단이 참가하였다. 철인3종 경기를 트라이애슬론으로 명칭을 재변경하였다.

## 개요
- 대회명칭 : 제89회 전국체육대회
- 개최기간 : 2008년 10월 10일 ~ 2008년 10월 16일
- 개최지 : 전라남도 일원 (주개최지 : 여수시)
- 구호 : 가자 남도로, 뛰자 세계로
- 참가인원 : 24,000여명(선수 18,000, 임원 6,000)
- 종별 : 일반부, 대학부, 고등부
- 마스코트 : 남도와 남이

## 종목

### 정식종목
- 육상, 수영, 축구, 야구, 테니스, 정구, 농구, 배구, 탁구, 핸드볼, 럭비, 사이클, 복싱, 레슬링, 역도, 씨름, 유도, 검도, 궁도, 양궁, 사격, 승마, 체조, 하키, 펜싱, 배드민턴, 태권도, 조정, 볼링, 인라인롤러, 요트, 근대5종, 카누, 골프, 보디빌딩, 우슈, 수중, 세팍타크로, 소프트볼, 트라이애슬론, 스쿼시

### 시범종목
- 당구

## 종합순위
- 시도별 득점 합계

1. 경기 : 83,440
2. 서울 : 65,019
3. 전남 : 54,720
4. 경북 : 53,158
5. 충남 : 45,274
6. 경남 : 43,828
7. 강원 : 43,505
8. 부산 : 41,592
9. 대구 : 38,618
10. 전북 : 37,509
11. 인천 : 36,921
12. 충북 : 35,018
13. 대전 : 32,154
14. 광주 : 31,759
15. 울산 : 24,603
16. 제주 : 13,167

### 최우수 선수상
최우수 선수상은 한국체육기자연맹 기자단의 투표로 결정된다.
- 최우수 선수상(MVP) : 박태환 (서울특별시/수영)